# Diabète de type 2
Cet article traite du diabète de type 2, une forme de diabète sucré. Mais il existe d’autres diabètes : voir la page d’homonymie Diabète (homonymie) .
 Mise en garde médicale
Le « diabète de type 2 » (DT2) ou « diabète non insulinodépendant » (DNID) (aussi appelé « diabète insulinorésistant », « diabète de l'âge mûr », « diabète gras », parfois « diabète acquis ») est une maladie métabolique touchant la glycorégulation. Il fait partie des maladies associées à la forte augmentation contemporaine de l'obésité, au point qu'on parle aujourd'hui d'épidémie de diabète de type 2.
Il est principalement lié à l'évolution des modes de vie, et notamment au changement des habitudes alimentaires et la sédentarité, mais il est parfois accentué par une composante génétique. Certains spécialistes suggèrent également, comme facteur aggravant, l'exposition à certains perturbateurs endocriniens. Il se caractérise par une résistance à l'insuline de l'organisme et par une hyper-insulinémie réactionnelle. Le pancréas fabrique de plus en plus d'insuline jusqu'à l'épuisement. Quand la quantité d'insuline ne suffit plus à contrer les résistances, le taux de glucose augmente anormalement et la personne devient directement diabétique insulino-résistant. Lorsque cette insulino-résistance apparait, les cellules bêta pancréatiques maintiennent une glycémie normale en augmentant leur sécrétion d’insuline. Cependant, si cela n'est pas rapidement détecté, la glycémie continue d'augmenter et devient alors pathologique. 
L'hyperglycémie chronique induit des lésions (microangiopathiques et macroangiopathiques) qui risquent avec le temps d'être plus nombreuses et sévères. Le seuil de glycémie à ne pas idéalement dépasser est encore discuté.

Souvent asymptomatique durant des années, la maladie est dépistée par l'examen biologique de la glycémie à jeun ou après stimulation par l'ingestion de sucre (glycémie post-prandiale ou hyperglycémie provoquée). 
Le coût de l'épidémie de diabète de type II a été évalué à plus de vingt milliards d’euros/an par l'Union européenne à la charge des patients et de la société.

## Épidémiologie
Pour des raisons techniques, il est temporairement impossible d'afficher le graphique qui aurait dû être présenté ici.

Évolution de la prévalence (ajustée pour l'âge) du diabète de type 2 dans le monde de 1980 à 2014 (par ordre descendant en 2014) :
- Hommes
- Femmes
- France (hommes)
- Belgique (hommes)
- France (femmes)
- Belgique (femmes)

Le diabète de type 2 augmente rapidement dans le monde, y compris chez l'enfant. Dans les pays développés, le diabète est la première cause de cécité chez les 20-65 ans. En 2016, le nombre de malades dépassait largement les premières prédictions de l’OMS faites 15 ans plus tôt, au début des années 2000 (Sa prospective épidémiologique est rendue difficile car il peut évoluer asymptomatiquement durant 9 à 12 ans avant d'être diagnostiqué). On qualifie souvent ce diabète de « diabète âgé », mais (exceptionnellement) des enfants en sont atteints.
- En Europe, il y avait, vers 2005, environ 21 millions de diabétiques de type 2 diagnostiqués[6].
- En France, près de 3,5 millions de personnes avaient déclaré cette maladie, auxquels s'ajoutent probablement 600 000 à 700 000 personnes ignorant leur maladie[7].

Ce diabète est considéré comme une maladie environnementale et émergente, encore mal comprise au début du XXIe siècle ; La suralimentation et la sédentarité des modes de vie semblent en cause ; il touche classiquement des plus de 40 ans (qui aux États-Unis, dans 55 % des cas, sont obèses et, dans 85 % des cas au moins, en surcharge pondérale). Il pourrait aussi y avoir des facteurs de risques génétiques et épigénétiques.

## Causes
Ce diabète n'est pas un diabète secondaire (comme dans l'hémochromatose), ni induit par la prise de certaines médications (par exemple, l'utilisation prolongée de stéroïdes). Selon l'OMS, les facteurs de risque sont polygéniques et environnementaux et ceux pour lesquels le niveau de preuve est « convaincant » ou « probable » sont :

### Surpoids et obésité (abdominale notamment)
La majorité des victimes de diabète de type 2 sont des obèses[réf. nécessaire]. L'obésité chronique induit une résistance accrue à l'insuline pouvant évoluer en diabète. Une perte de poids volontaire réduit en revanche le risque de diabète[réf. nécessaire].

### Sédentarité
Le manque d'activité physique augmente le risque, et inversement une activité physique intensive régulière diminue le risque, quel que soit le niveau d'obésité ;

### Diabète maternel
Il n'explique qu'une petite partie des cas, mais le diabète maternel est un facteur de risque : un enfant né d'une mère diabétique a trois fois plus de risque de le devenir à son tour que s'il est né avant qu'elle le devienne[réf. nécessaire]. Avoir des membres de la famille (en particulier au premier degré) atteints de diabète de type 2 constitue un facteur de risque important pour en développer un également. Pour des vrais jumeaux, si l'un des deux devient diabétique de type 2, il y a plus de 90 % de risque que le deuxième devienne également diabétique de type 2. Le biais de l'environnement familial doit encore être précisé (dans une même famille, y compris in utero, la fratrie peut être exposée à de mêmes facteurs environnementaux).

### Mauvaise alimentation
De nombreuses études ont rapporté une corrélation entre une consommation élevée de sucres et le développement du diabète de type 2.
L’Organisation mondiale de la Santé recommande de ramener l’apport en sucres libres (monosaccharides : glucose, fructose ; disaccarides : saccharose ou sucre de table, ajoutés aux aliments et aux boissons) à moins de 10% de la ration énergétique totale chez l’adulte et l’enfant. Cette ligne directrice tend à arrêter l’augmentation du diabète et de l’obésité.
Une alimentation trop riche en viande rouge, viande transformée et en acides gras saturés ; alors que les acides gras insaturés d'origine végétale diminuent le risque ; de plus, un remplacement des acides gras saturés par des acides gras insaturés chez une personne diabétique améliore la tolérance au glucose et augmente la sensibilité à l'insuline si l'apport total en matières grasses n'est pas excessif (maximum 37 % de l’énergie totale) ; 
Par ailleurs, une alimentation pauvre en polysaccharides non amidonnés (qui font partie des fibres alimentaires). Chaque portion supplémentaire de viande rouge par semaine est associée à une concentration de glucose à jeun plus élevée de 0,42 ± 0,17-mg/dL et à une concentration d'insuline à jeun plus élevée de 0,32 ± 0,15-μU/mL. Dans la conclusion d'une étude publiée en 2013 il est écrit que : «L'augmentation de la consommation de viande rouge dans le temps est associée à un risque ultérieur élevé de diabète de type 2. Nos résultats apportent des preuves supplémentaires que la limitation de la consommation de viande rouge dans le temps est bénéfique pour la prévention du diabète de type 2.» Dans une autre étude publiée en 2014 on peut également lire que la consommation de viande est systématiquement associée au risque de diabète. Il a été démontré par ailleurs qu'une consommation quotidienne de tous types de viande était significativement associée à un risque plus élevé de développer un diabète,.

### Retard de croissance intra-utérin
Un poids bas à la naissance pourrait favoriser la survenue d'un diabète de type 2.
Selon d'autres sources[Lesquelles ?], ces deux facteurs de risques sont également évoqués :[Quoi ?]

### Médicaments
La prise de statines peut augmenter la glycémie de patients et favoriser la survenue d’un diabète de type 2.

### Perturbation endocrinienne
Une perturbation du rythme circadien : un temps de sommeil trop court ou trop long (par rapport à la moyenne) semblent augmenter le risque de diabète de type 2 ou d'intolérance au glucose (2,5 fois plus). On ne sait pas encore s'il s'agit d'un facteur de risque, ou d'un trouble associé à la cause du diabète. 
Une étude évoque la perturbation du rythme circadien (et donc du système hormonal contrôlé par la mélatonine), qui semble accroître le risque de pré-diabète. 
Certains perturbateurs endocriniens, dont beaucoup sont des polluants émergeant semblent en cause. 
Sur des rongeurs, en laboratoire, l'exposition (notamment au bisphénol A) cause des anomalies de régulation de la sécrétion d’insuline par la cellule béta-pancréatique et de son action au niveau périphérique, mais aussi une nette différenciation adipocytaire, pouvant induire une insulino-résistance et un syndrome métabolique avec obésité typique du diabète de type 2. 
Chez l'humain un lien épidémiologique direct entre l’exposition accidentelle ou en temps de guerre à certains polluants organiques persistants (pesticides organochlorés, des dioxines et des polychlorobiphényles) et la survenue d’un syndrome métabolique ou d’un diabète de type 2 après des expositions aiguës par exemple lors de l'accident de Seveso ou chez les Vétérans du Viêt Nam exposés à l'agent orange lors de la guerre du Vietnam). 
Des études épidémiologiques (longitudinales), ont trouvé des taux plus élevés de perturbateurs endocriniens chez les obèses et/ou diabétiques de type 2 (notamment des polluants organiques persistants ou POPs) qui sont maintenant considérés comme facteurs de risque d’insulino-résistance et contributeur à l’épidémie d’obésité et de diabète de type 2.
Au niveau moléculaire, cette protéinéopathie se caractérise par de mauvais repliements de l'amyline (IAPP), mais les mécanismes conduisant à la formation de ces agrégats d'amyline, et la toxicité qui en résulte ne sont pas encore très clairs.

## Prévention

### Caféine
Boire du café semble diminuer le risque de diabète de type 2.
Une étude (2001) portant sur 522 personnes en surpoids et intolérantes au glucose, a demandé à 50 % des personnes de suivre cinq recommandations de mode de vie : réduction de masse corporelle de 5 % ou plus, consommation totales de matières grasses inférieure à 30 % des apports énergétiques quotidiens, consommation d'acides gras saturés inférieure à 10 % des apports énergétiques quotidiens, consommation de fibres alimentaires d'au moins 15 g par 1 000 kcal et au moins 30 minutes d'exercice modéré par jour. La consommation fréquente d'aliments à base de céréales complètes, de légumes, de fruits, de lait et de viandes à faible teneur en graisses, de margarines molles et d'huiles végétales riches en acides gras mono-insaturés était recommandée.

Aucune des 64 personnes ayant suivi au moins quatre des cinq recommandations de base n'ont développé de diabète durant les trois années de suivi, contre 31 % des personnes du groupe de contrôle qui n'ont suivi aucune des recommandations (données à l'autre groupe).
Chez les patients atteints de polyarthrite rhumatoïde, l'utilisation de l'hydroxychloroquine semble associée à un risque réduit de diabète d'au moins 50 %.

### Age
Selon une revue systématique et une méta-analyse d'études observationnelles, chaque augmentation d'une année de l'âge au diagnostic du diabète était associée à une diminution du risque de mortalité toutes causes confondues de 4 %.

### Identification du taux de glucose
Selon le docteur Réginald Allouche, médecin et ingénieur biomédical, auteur de nombreux articles scientifiques et de plusieurs ouvrages, l'identification du taux de glucose est une dimension essentielle de la lutte contre le diabète. Pour adapter leur alimentation, mais aussi pour savoir quelle quantité d'insuline s'injecter, les diabétiques ont besoin d'identifier fréquemment leur taux de glucose, et ainsi des applications apparaissent pour favoriser l’auto-contrôle de sa glycémie par la personne avec un diabète, puis sont remboursées au milieu des années 2010.  Dès le printemps 2003, Sysmex et Toshiba développent de concert un bio-capteur pour les diabétiques, une "micro-puce analysant des liquides dans l'organisme pour déterminer le taux d'insuline" et éviter la piqûre dans le doigt plusieurs fois par jour. Vers 2014 en médecine de ville, puis en 2017 en pharmacie de ville, apparaissent des applications permettant, chez soi ou ailleurs, de scanner un capteur de taux de sucre placé sur l'arrière du bras, sans piqûre ni bandelette sur le doigt 4 à 6 fois par jour pour analyser la goutte de sang recueillie, mais deux ans après le prix était resté de 120 euros par mois, avec ensuite inscription au remboursement à partir du 1er juin 2017.  En avril 2019, celle du laboratoire américain Abbott est restée inaccessible pendant près d'une journée en Europe, suite à une mise à jour de routine. Ces services visent "l’implication, l’auto-gestion au quotidien de sa maladie par le patient, en fonction des circonstances et des facteurs extérieurs", lui permettant aussi, en télémédecine, de partager ses résultats de glucose.
DietSensor, une application smartphone de la start-up parisienne éponyme permet en 2016 de mesurer en un clic la teneur en glucides d'un repas, via un spectromètre de la taille d'un briquet, et d'afficher sur un smartphone ce qu'il contient en glucides, protéines et lipides. La start-up parisienne Be4Life, primée en 2015 aux Trophées de l’e-santé dans la catégorie télémédecine, a créée, elle, un "carnet glycémique électronique" via la plateforme en ligne myDiabby, utilisée dès 2016 par 38 établissements de santé.

## Critères diagnostiques
Ces critères diagnostiques du diabète évoluent régulièrement en fonction des études épidémiologiques les plus significatives. La plupart d'entre eux se basent sur des indicateurs biologiques liés au risque de développer des lésions microangiopathiques :
- glycémie au hasard ≥ 2 g/l accompagnée de symptômes (polyurie, polydipsie, polyphagie...)
- glycémie à jeun ≥ 1,26 g/l (si la glycémie est inférieure, on peut proposer de faire un Test de Tolérance Orale au Glucose (TTOG))
- glycémie ≥ 2 g/l deux heures après surcharge orale de glucose (SOG) produite avec 75 g de sucre.

Il est important d'obtenir ces résultats à deux reprises avant de poser le diagnostic de diabète.
- Hémoglobine glyquée (HbA1c) supérieure à 6,5 %.

Par ailleurs, il existe une catégorie appelée « hyperglycémie modérée à jeun » où la glycémie à jeun se situe entre 1,10 et 1,26 g/l. Ce statut peut être interprété comme un état pré-diabétique, signalant une population à risque accru de maladies cardiovasculaires.

## Clinique
À la différence du diabète de type 1, les symptômes et complications du diabète de type 2 apparaissent tardivement dans l'évolution de la maladie. Mais il peut parfois être difficile de faire la différence entre ces deux maladies notamment chez l'adolescent[réf. nécessaire].

## Évolution
Au début de la maladie, le pancréas produit normalement l'insuline. La prise de poids stimule les cellules des muscles qui utilisent de préférence les acides gras comme source d'énergie. On dit que les cellules de l'organisme chargées de capter et d'utiliser le glucose deviennent insensibles à l'insuline. Le glucose ne pouvant entrer dans les cellules, les cellules bêta des îlots de Langerhans du pancréas vont produire plus d'insuline pour forcer la prise de glucose par les cellules. Plus la maladie avance, plus les cellules bêta s'épuisent, jusqu'à disparaître. Le taux de glucose sanguin (glycémie) augmentera jusqu'à dépasser 6 g/l (stade de la glucotoxicité ; l'appareil affiche HI).

La toxicité du glucose (à cette dose) entraîne une insulinorésistance et une destruction directe des cellules bêta des îlots de Langerhans. Un cercle vicieux se crée où insulinorésistance et diminution de la sécrétion d'insuline aggravent le diabète avec l'élévation de la glycémie.
Le diabète de type 2 est l'un des facteurs de risque cardio-vasculaire (probabilité accrue d'avoir un athérome artériel, avec pour résultats une baisse du débit sanguin).

## Traitement
Il cherche à éviter ou retarder les complications liées à l'évolution de la maladie (voir complications du diabète).

### Éducation thérapeutique du patient
Une fois le diagnostic posé, le médecin et le patient cherchent d'abord à adapter le traitement à la vie du patient et au degré de la maladie.
Il devra pratiquer un exercice physique régulier (30 minutes de marche 3 fois par semaine minimum - idéalement 10 minutes immédiatement après chaque repas) et réduire son surpoids.
Le médecin adapte le régime alimentaire à la vie du patient. Pour limiter les variations indésirables de la glycémie, le patient doit respecter les prescriptions diététiques et médicamenteuses.
Le taux de l'hémoglobine glyquée devra être surveillé tous les 3 mois.
Le médecin traitant coordonne le traitement et accompagne le patient sur un plan thérapeutique, diététique et psychologique. Il doit lui apprendre à faire attention aux extrémités de son corps, qui sont les premières touchées (surveillance du pied diabétique).

Le diabétique se doit d'apprendre un maximum sur sa maladie et ses traitements, pour être un acteur/interlocuteur et pas un patient passif.

### Les mesures hygiéno-diététiques
- Changement alimentaire : c'est la base du traitement : l'alimentation à base d'aliments complets d'origine végétale est la plus efficace selon différentes études, permettant dans la majorité des cas de diminuer l'utilisation de médicaments voire de l'arrêter complètement[37]. Ce type d’alimentation permet notamment une diminution drastique de la charge glycémique et une perte de poids, deux objectifs visés dans le traitement du diabète. Le jeûne intermittent hypocalorique pendant une courte période a aussi des effets positifs; il augmente d'au moins 139% la probabilité de rémission chez les personnes atteintes depuis moins de 10 ans[38],[39].
- Il existe une controverse sur l'intérêt à long terme des régimes hypoglucidiques[40],[41]. Les effets bénéfiques des régimes pauvres en glucides diminuent avec le temps et ne sont pas maintenus au-delà de 12 mois[42]. Un régime faible en glucides peut entraîner une perte de poids initiale, mais cet effet diminue à long terme[42].

- Exercices physiques : éventuellement dans le cadre d'activités physiques adaptées, ils permettent d'obtenir un meilleur équilibre du diabète. Ceci vaut pour les exercices d'endurance (marche, vélo, natation…)[43], mais également pour les exercices d'anaérobie (musculation...)[44]. L'intensité optimale de pratique - appelée lipoxmax - pour laquelle les substrats lipidiques sont prioritairement utilisés se détermine par une épreuve d'effort métabolique. L'entraînement à cette intensité améliore la sensibilité des récepteurs à l'insuline, ainsi que la composition corporelle et l'oxydation lipidique[45].

### Traitements oraux
L'étape suivante (si nécessaire) est la prise d'antidiabétiques oraux. Une insulinothérapie peut parfois s'avérer nécessaire pour maintenir une glycémie normale. Ce type de traitement, pratiqué depuis des décennies a été remis en question par des études récentes car il ne diminue pas le taux de mortalité et en raison de nombreux effets secondaires liés à ce traitement.
Le traitement cherche à réduire la mortalité, les symptômes et les complications liés au diabète. C'est par le biais de l'hémoglobine glyquée (ou HbA1C) qu'est généralement apprécié le contrôle glycémique. À ce jour (2008), seules la metformine et, peut-être, le glibenclamide, parmi les antidiabétiques oraux, ont démontré leur efficacité dans la réduction de la morbidité et la mortalité liées au diabète de type 2. Certains médicaments antidiabète ont pour but de diminuer l’absorption des glucides par les intestins, d’autres stimulent les cellules du pancréas pour produire plus d’insuline, alors que les autres médicaments sont susceptibles d’accroître la sensibilité à l’insuline.

### Traitement préventif
Il repose essentiellement sur une perte de poids et l'exercice physique.
Certains médicaments ont été testés avec une certaine efficacité chez le sujet pré-diabétique, entraînant une diminution de l'évolution vers un diabète authentique. Ce sont :
- la metformine[50] ;
- l'acarbose[51] ;
- le ramipril[52] ;
- la rosiglitazone[53] ;

Dans le cas de diabète de type 2 avec insulinopénie relative ou insulino-requérant, les traitements de références seront les insulines :
- insulines rapides (Novorapid, Humalog, Apidra, etc.) ;
- insulines mixtes (Mixtard 30, Insuman, Novomix, etc.) ;
- insulines lentes (Levemir, Toujeo, Lantus, etc.),

Nous vous rappelons que les phases évoluent.

### Traitement chirurgical
De nombreux patients obèses et diabétiques subissent une opération gastro-intestinale destinée à leur faire perdre du poids (chirurgie bariatrique). Cette opération consiste à établir un court-circuit du système digestif (by-pass gastrique, ou dérivation Roux-en-Y) qui limite l'absorption des nutriments dans l'intestin. On a constaté chez la plupart de ces patients un retour à une régulation normale du glucose dans le sang, avant même qu'ils perdent du poids. Ces observations suggèrent à la fois un traitement chirurgical du diabète et de nouvelles pistes concernant son origine (divers dysfonctionnements de l'appareil gastro-intestinal).

## Cas particulier: l'enfant
Le diabète de l'enfant est habituellement de type I. Le diabète de type II chez l'enfant était autrefois très rare, mais est en progression constante, surtout en Amérique et au Japon, de façon moindre en Europe.
Le diagnostic est le même que pour celui des adultes. Parmi les facteurs de risques, on retrouve souvent l'obésité (IMC > 30 kg/m2), des antécédents familiaux de diabète, un âge compris entre 12 et 14 ans, le sexe féminin, un syndrome de Stein-Leventhal, un diabète chez la mère durant la grossesse.
C'est essentiellement l'obésité qui permet d'orienter le diagnostic entre un diabète de type I ou II, car la présentation initiale de la maladie au moment du diagnostic est similaire dans les deux cas.
La prise en charge de ce type de diabète est peu évaluée, raison pour laquelle elle se calque sur celle des adultes. Les complications sont du même ordre que celles survenant à l'âge adulte, mais avec un début survenant plus tôt dans la vie (chez l'adulte jeune). L'obésité développe, indépendamment du diabète, des complications d'ordre cardiovasculaire. Les règles hygiéno-diététiques sont identiques à celles de l'adulte : préférer les aliments pauvres en graisses (légumes, fruits et céréales), pratiquer une activité sportive régulière, limiter le temps passé devant les écrans (télévision, ordinateurs, jeux vidéo…)[réf. nécessaire].
Les deux traitements préconisés pour le diabète de type II chez l'enfant sont l'insuline et la metformine. L'insuline est utilisée de façon intensive pour régulariser rapidement l'hyperglycémie ; la metformine est utilisée dans les autres cas, notamment comme aide à la surcharge pondérale.

## Recherche et développement
Une partie des efforts se concentre sur la mise au point de systèmes délivrant l'insuline par inhalation. Idéalement, le produit inhalé traverse la barrière alvéolo-capillaire du poumon pour rejoindre la circulation sanguine. L'inhalation permettrait un meilleur équilibre de la glycémie, tout en évitant les innombrables injections auxquelles les diabétiques sont exposés. Un meilleur équilibre soulagerait le pancréas des sécrétions et protègerait les grands appareils anatomiques de variations de la glycémie.
Exubera, fruit d'une collaboration entre les laboratoires Pfizer et Aventis, a été le premier système à insuline inhalée disponible sur le marché américain en septembre 2006. Techniquement inadapté aux besoins et attentes des patients et du corps médical, et soupçonné d'être associé à l'apparition chez certains patients d'un cancer du poumon - bien que ce lien ne puisse être statistiquement validé, il s'est avéré être un échec commercial et son exploitation a cessé en octobre 2007.
D'autres systèmes sont en cours de développement ou d'évaluation clinique (dont AIR, laboratoires Lilly ; Technosphere Insulin System, Mannkind Corp. ; AERx, Novo Nordisk, Adocia) sans qu'aucun n'ait pour l'instant atteint la phase de commercialisation.
Le microbiote intestinal des sujets atteints de diabète de type 2 est spécifique.
Une étude clinique randomisée, en double aveugle a conclu que NW Low-Glu®, une combinaison d'extraits en poudre de Mas Cotek, Cinnamomum cassia et Nigella sativa, était aussi efficace que la metformine pour réduire l'HbA1c et les taux de glucose 2 heures après un repas chez les personnes nouvellement diagnostiqués après 12 semaines de traitement, et qu'il était également associé à une plus grande perte de poids.
L'administration de chrome, de CoQ10, de vitamine C et de vitamine E en supplémentation aux patients atteints de diabète sucré peut entraîner des effets significatifs sur le contrôle glycémique.

### Filmographie
- Thierry de Lestrade et Sylvie Gilman, « Un monde obèse », documentaire 88 min, sur arte.tv, 2020 (consulté le 30 juin 2024).